# Imperial (Saskatchewan)
Pour les articles homonymes, voir Imperial.
Imperial est une ville de la Saskatchewan au Canada.

## Géographie
La localité de Imperial est située dans le sud de la province de Saskatchewan, sur la Route 2.

## Démographie
| 2011 | 2016 | 2021 |
| ---- | ---- | ---- |
| 349  | 360  | 372  |